# Henrik Jørgen Huitfeldt-Kaas

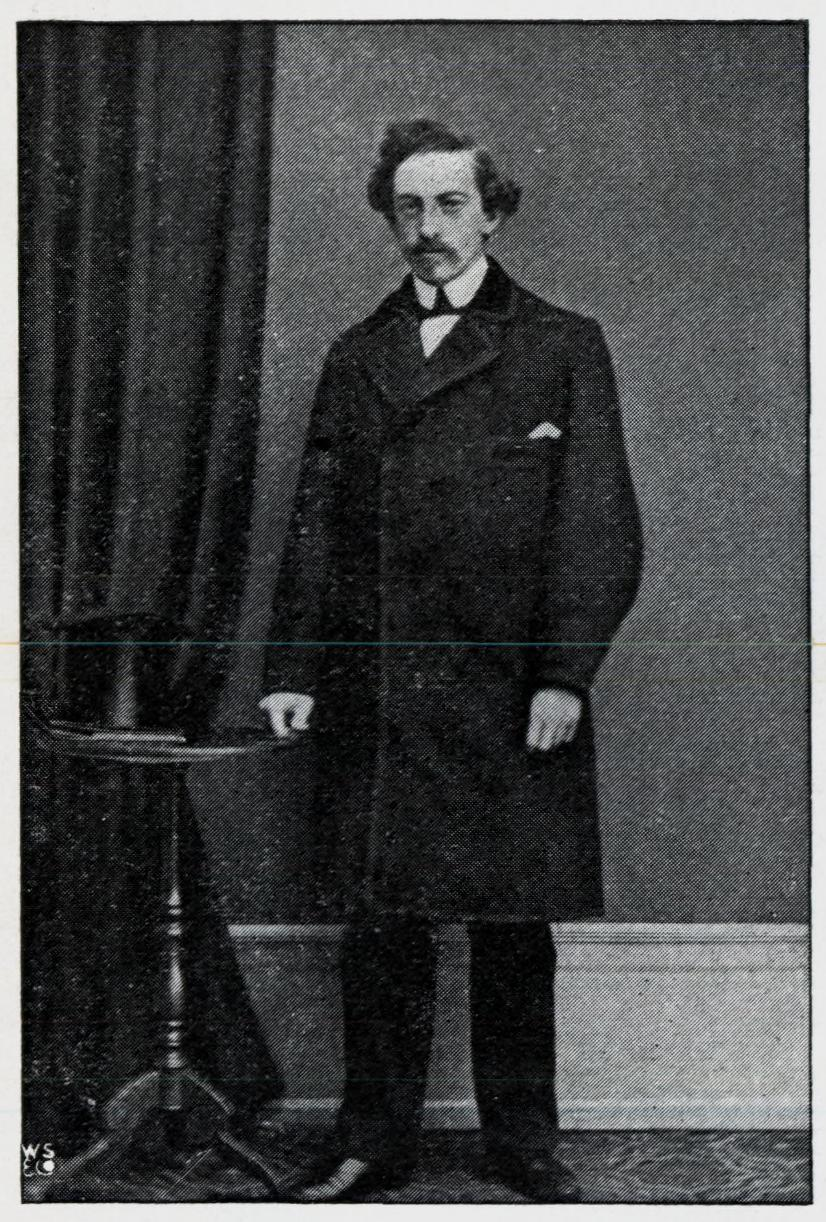
Henrik Jørgen Huitfeldt-Kaas (1862)

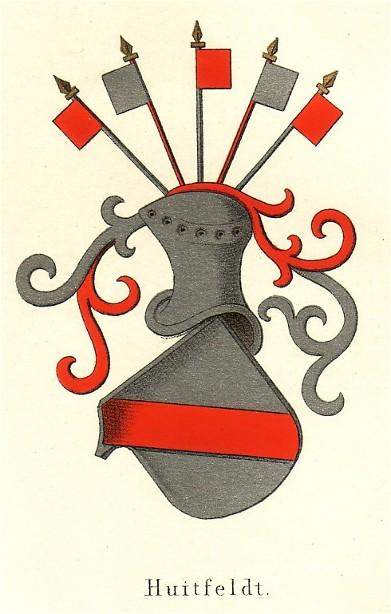
Wappen der Huitfeldt

Henrik Jørgen Huitfeldt-Kaas, bis 1881 nur Huitfeldt (* 2. Februar 1834 in Christiania; † 18. Mai 1905 ebenda) war ein norwegischer Genealoge, Heraldiker und Archivar. Im Allgemeinen wird er nur H J Huitfeld-Kaas genannt.

## Leben
Seine Eltern waren der Kopist Valentin Wilhelm Hartvig Huitfeldt(-Kaas) (1795–1881) und dessen Frau Anne Margrethe Brochmann (1801–70). Er heiratete am 14. August 1865 seine Cousine zweiten Grades Hanna Lovise Charlotte Huitfeldt (5. Oktober 1845–17. Februar 1876), Tochter des Stadtvogtes Hans Jørgen Hansen Huitfeldt (1806–1857) und dessen Frau Fredrikke Ambjørnsen (1815–1897). Huitfeld-Kaas gehörte einem der ältesten Adelsgeschlechter Norwegens an. 
Seinen Namenszusatz Kaas nahm er an, nachdem er 1881 das Kaasenlunder Fideikommiss, das 116.000 Dänische Kronen betrug und den Ersatz für das Stammhaus Kaasenlund auf Fünen, das 1803 verkauft worden war, darstellte, geerbt hatte. 
Er erhielt Privatunterricht zu Hause und legte 1852 das Examen artium ab. Er studierte dann eine Weile in Christiania Rechtswissenschaften, aber verlegte sich dann auf seine historischen Interessen und hörte Vorlesungen über Altnorwegisch, Angelsächsisch und Gotisch. Er interessierte sich für Urkundenforschung und Familiengeschichte. Er war auch Mitglied des studentischen Intellektuellen-Debattierclubs Det lærde Holland.
1858 wurde er Assistent im Reichsarchiv. Er wurde 1896 schließlich Reichsarchivar und Vorsitzender der Kommission, die die Verlegung des Reichsarchivs in die Festung Akershus organisieren sollte. Der Plan wurde aber nie umgesetzt. Er arbeitete im Reichsarchiv, als dieses sich zu einer wissenschaftlichen Institution entwickelte. In dieser Zeit schrieb er eine Geschichte seiner Familie auf Latein. Auch die Familie Sibbern erforschte er und lieferte eine Reihe Beiträge für Danmarks Adels Aarbog (Jahrbuch des dänischen Adels) und für die dänisch-norwegische Personalhistorisk Tidsskrift. 
Er schrieb auch De nulevende Adelsslægter i Norge (Die heute lebenden Adelsgeschlechter in Norwegen). Als Archivar gab eine Reihe zentraler Quellen über die norwegische Geschichte heraus. Er gab auch den 16. Band des Diplomatarium Norvegicum heraus und war Mitherausgeber der Bände 5–15 und 17. Im Diplomatarium erläuterte er einige Dokumente, aber nicht in Übereinstimmung mit seiner anderen wichtigen Quellenedition, den Norske Regnskaber og Jordebøger (Norwegische Rechnungs-Grundstücksbücher. 3 Bände 1885–1896). 
Er gab insbesondere Bischof Eysteins Bodenbuch und Nils Stubs Aufzeichnungen über das Lagting in Oslo 1572 bis 1580 heraus. Auf heraldischem Gebiet verfasste er ein Werk Norske Sigiller fra Middelalderen (Norwegische Siegel des Mittelalters). Das Werk hat große Bedeutung, da sich eine Reihe von ihm abgebildeter Siegel heute nicht mehr erhalten sind. Ein besonderes Interesse galt dem Theater. Er verfasste das Buch Christiania Theaterhistorie über die Geschichte des Theaterlebens Christianias vor 1809.

## Ehrungen
Huitfeld-Kaas war seit 1874 Mitglied von „Videnskabs-Selskabet i Christiania“ (Wissenschaftliche Gesellschaft in Christiania heute „Det Norske Videnskaps-Akademi“). 1895 wurde er Ritter der 1. Klasse des St.-Olavs-Ordens. Er war auch Kommandeur des dänischen Dannebrog-Ordens und Ritter des schwedischen des Nordstern-Ordens.